# كارينا كراوزيك
كارينا كراوزيك (بالألمانية: Karina Krawczyk)‏ هي عارضة وممثلة بولندية وألمانية، ولدت في 5 أغسطس 1971 في غدانسك في بولندا.

## وصلات خارجية
- كارينا كراوزيك على موقع IMDb (الإنجليزية)
- كارينا كراوزيك على موقع ألو سيني (الفرنسية)
- كارينا كراوزيك على موقع أول موفي (الإنجليزية)
- كارينا كراوزيك على موقع ديسكوغز (الإنجليزية)
- كارينا كراوزيك على موقع قاعدة بيانات الفيلم (الإنجليزية)
- كارينا كراوزيك على موقع كينوبويسك (الروسية)